# Willy Claes
Willem Werner Hubert ”Willy” Claes, född 24 november 1938 i Hasselt, är en belgisk politiker.
Han var utbildningsminister 1972–1973, ekonomiminister 1973–1974, 1977–1981 och 1988–1992, vice premiärminister 1979–1981 och 1988–1994 samt utrikesminister 1992–1994. Därefter tjänstgjorde han som Natos generalsekreterare men tvingades avgå redan 1995 sedan det uppdagats att belgiska arméns köp av helikoptern Agusta A109 föregåtts av en mutskandal där företaget fört över mer än 50 miljoner francs till konton som belgiska socialistpartiet disponerade. Claes dömdes för sin inblandning 1998 och förlorade rösträtten i fem år.
Han var partiordförande för Belgiska socialistpartiet 1975–1977 och efter partiets klyvning tillhörde han det flamländska socialistpartiet. Han har en universitetsexamen i statsvetenskap från Vrije Universiteit Brussel.